# 小用港 (江田島市)
小用港（こようこう）は、広島県江田島市にある港湾。港湾管理者は広島県。地方港湾。

## 概要
港湾区域は、切串地区、小用地区、秋月地区が指定されている。
切串桟橋（切串港）
切串3丁目（西沖）
「切串桟橋（西沖）」地図
切串1丁目（吹越）
「切串桟橋（吹越）」地図
小用桟橋（小用港）
「小用桟橋」地図
一帯は2014年（平成26年）1月24日にみなとオアシスの登録をしていて、小用港旅客ターミナルを代表施設とするみなとオアシスえたじまとして賑わい拠点ともなっている。
秋月桟橋（秋月港）
「秋月桟橋」地図

## 航路
- 上村汽船・瀬戸内シーライン（カーフェリー）
  - 切串桟橋（西沖）- 広島港※ 同航路は、国道487号の海上区間。
- 一真海運（カーフェリー）
  - 切串桟橋（吹越）- 天応桟橋（呉ポートピアパーク隣接）
- 瀬戸内シーライン（カーフェリー）
  - 小用桟橋 - 広島港（高速船）※ 一部 切串西沖桟橋 寄港便がある
  - 小用桟橋 - 呉中央桟橋（カーフェリー・高速船）
- バンカー・サプライ（高速船）
  - 秋月桟橋 - 呉中央桟橋